# 苏奥县
蘇奧縣（英語：Suʻa County）是美屬薩摩亞東區的一個縣。根據2010年美國人口普查的數據顯示，該縣人口為3,323人。根據美屬薩摩亞憲法，蘇奧縣在美屬薩摩亞參議院擁有兩個參議員席位。

## 人口統計
蘇奧縣的第一次人口統計始於1912年的一次特別人口普查。從1920年開始，每十年進行一次定期人口普查。